# Longás
Longars (en aragonès) (Longás en castellà) és una localitat aragonesa del partit judicial d'Ejea de los Caballeros, a la comarca de les Cinc Viles (província de Saragossa).

## Localització
Està ubicada al nord de la província de Saragossa, a la capçalera de la vall del riu Onsella (coneguda com a Valdonsella i Val de Onsella o Valdonsella i Val d'Onsella en aragonès), al costat de la serralada de Santo Domingo al prepirineu aragonès.
Confronta a l'est amb els antics terminis municipals de Salines de Jaca i Ena, avui integrats al termini municipal de Las Penyes de Riglos, província d'Osca, i comarca de Foia d'Osca,al Nord amb Bagües i Bailo (comarca de la Jacetània, i província d'Osca); a l'est amb Lobera d'Onsella i al sud amb Luesia i Uncastillo.

## Activitat econòmica
Els actuals veïns de la localitat viuen de la cria d'ovelles i de l'agricultura de cereals a més de conreus de petits horts al costat del poble. També existeix al poble un hostal ("Os Tablaus"), que fa les funcions de bar i centre social de Longás, que no és altra cosa que una petita presència del sector turístic estacional, sobretot als estius i durant les festes de la localitat.

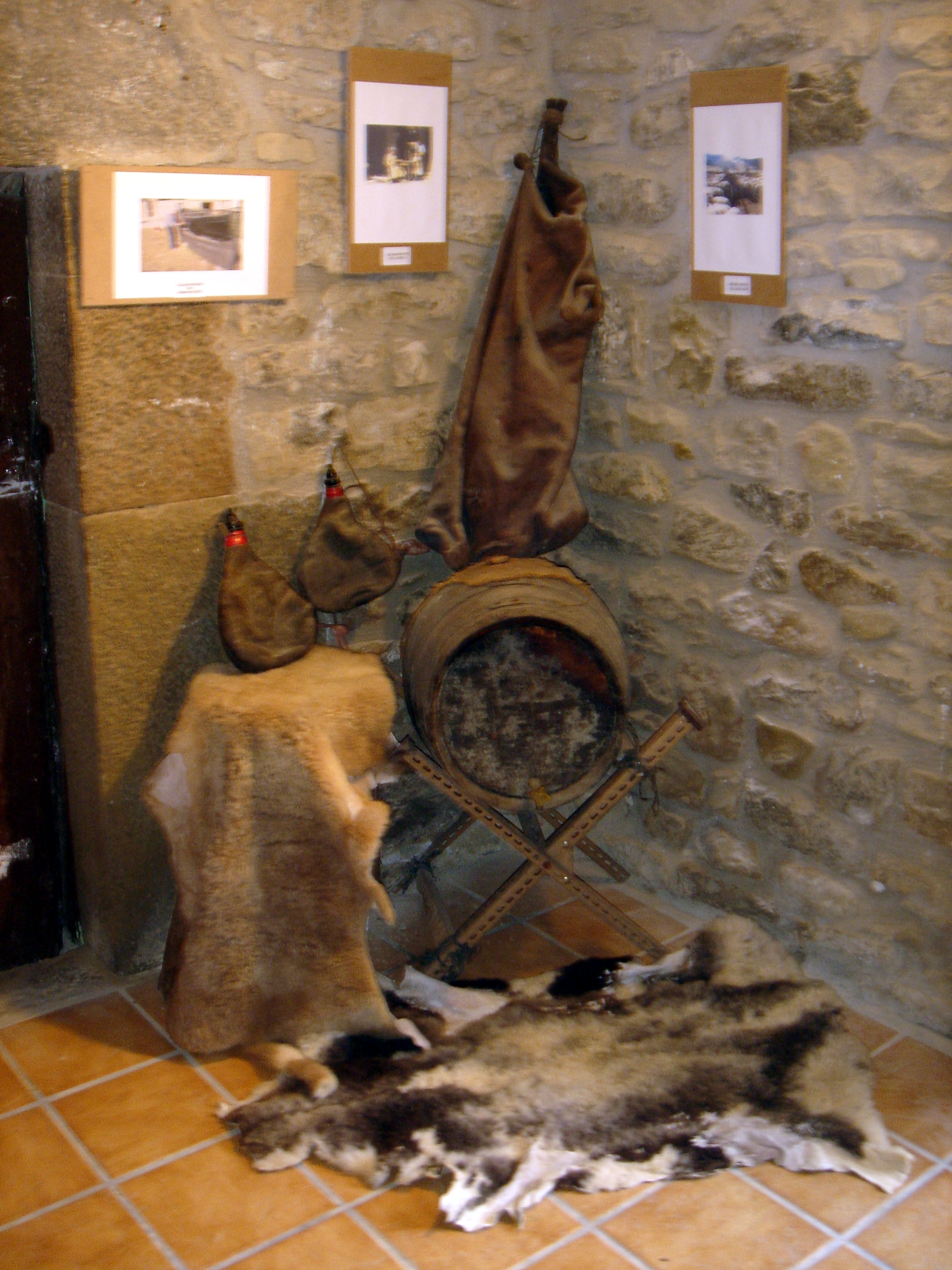
Productes on es fa servir la pez

Fa més d'un segle l'activitat econòmica més important era l'extracció de la "pez" ara ja ha desaparegut aquesta activitat i va ser tan important que va originar el gentilici pel que es coneix als habitants de Longars, "peceros". Hi ha constància que els habitants de Longás recorrien llargues distàncies arribant per exemple una vegada l'any al Serrablo a la província d'Osca. Aquesta activitat va donar al producte fet al poble una mena de denominació d'origen, la gent volia només "pez de Longás" a un temps on això encara no es coneixia.